# Fuerzas de Seguridad Nacional Afganas
Las Fuerzas de Seguridad Nacional Afganas (ANSF), también conocidas como Fuerzas de Seguridad y Defensa Nacional Afganas (ANDSF), fueron las fuerzas militares y de seguridad interna de la República Islámica de Afganistán.

## Estructura
Consisten en:
- Fuerzas Armadas Afganas
  - Ejército Afgano
  - Fuerza Aérea Afgana
- Policía Nacional Afgana
- Policía Local Afgana
- Dirección Nacional de Seguridad